# 24 Ore di Le Mans 1969
La 24 Ore di Le Mans 1969 è stato il 37º Gran Premio di Durata e si è svolta il 14 e 15 giugno 1969. È stata l'ottava gara del Campionato del mondo sportprototipi 1969.
È stata anche l'ultima volta in cui le vetture si sono avviate con la tradizionale partenza "stile Le Mans", cioè con i piloti che attraversavano di corsa la pista per sedersi al volante delle proprie auto, allacciarsi rapidamente la cintura di sicurezza da soli e quindi prendere il via il più presto possibile. Prima della gara Jacky Ickx aveva dichiarato ai giornalisti che considerava pericolosa quella procedura di partenza in quanto non era possibile allacciare correttamente le cinture di sicurezza da soli, ma era necessario l'aiuto dei meccanici. Quando venne dato il via, Ickx camminò lentamente attraverso la pista verso la sua Ford GT40, invece di correre come gli altri piloti, quindi entrò nella sua auto e serrò attentamente le cinture prima di partire, ultimo. La tradizionale partenza "stile Le Mans" cadde in disuso a causa dell'incidente avvenuto al primo giro della gara e, a partire dall'edizione 1970, i piloti partirono essendo già saldamente legati ai propri sedili.

## Contesto

### La Porsche
Durante il 1969, il numero minimo di vetture da produrre per poter competere nella categoria Sport fu ridotto da 50 a 25. A partire dal luglio 1968 la Porsche fece uno sforzo sorprendente e molto costoso per concepire, progettare e realizzare un'auto completamente nuova per la categoria Sport con un unico obiettivo: ottenere la vittoria assoluta a Le Mans. In soli dieci mesi fu sviluppata la Porsche 917, che racchiudeva al suo interno un notevole livello tecnologico: il primo motore Porsche 12 cilindri e molti componenti realizzati in titanio, magnesio e leghe esotiche. Porsche costruì le venticinque 917 richieste e, secondo molti, questa decisione portò la Porsche AG sull'orlo del fallimento. Avendo bisogno di denaro, Porsche vendette le 917 a chiunque fosse disposto a pagarle. Fu subito evidente che la 917 non funzionava bene in pista, poiché la sua aerodinamica era stata sviluppata per una bassa resistenza e non per tenerla incollata al terreno. Ciò era necessario per i modelli precedenti affinché avessero buone prestazioni sui veloci rettilinei di Le Mans, ma poiché quest'auto era 30 km/h più veloce di qualsiasi altra costruita per la gara, la carrozzeria generava un considerevole sollevamento in rettilineo. Brian Redman ricorda che "era incredibilmente instabile". Molti pensarono che il motore da 4,5 litri fosse sovradimensionato. Al suo debutto nelle competizioni alla 1000 km del Nürburgring, tutti i piloti ufficiali preferirono la 908 alla "insicura" 917, che venne guidata da due piloti ingaggiati solo per quell'evento.
Nonostante non fosse stata trovata alcuna soluzione per sistemare l'instabilità dell'auto, tre 917 presero il via a Le Mans, due del Team Porsche e una terza di un gentleman-driver, John Woolfe.
La gara venne preceduta da una lunga "querelle", relativa ai piccoli alettoni mobili posteriori, collegati alle sospensioni, che la Porsche aveva previsto sin dall'inizio sulla vettura e che erano stati montati sulle 25 vetture per l'omologazione, avvenuta nel mese di aprile 1969 e con validità dal 1º maggio. Successivamente una serie di incidenti, avvenuti tra il 4 e il 14 maggio durante il Gran Premio di Spagna e il primo turno di prove del Gran Premio di Monaco, convinsero il 15 maggio la FIA a vietare gli alettoni mobili seduta stante (addirittura già dal secondo turno di prove del Gran premio di Monaco). Il 23 maggio venne comunicato che il bando valeva anche per gli alettoncini mobili. Il 10 giugno le Porsche si presentarono a Le Mans con la configurazione con cui la vettura era stata omologata, ossia con gli alettoni mobili e si disse disposta a prove comparative con e senza alettoni mobili per verificare se la vettura (a differenza di quanto affermato dai tecnici tedeschi) potesse correre tranquillamente con gli alettoni bloccati. Nelle prove la vettura con gli alettoni fissi fu giudicata inguidabile dai piloti. Venne così permesso alla Porsche di utilizzare gli alettoni mobili omologati sulla "917". Permesso non accordato invece alle "908", che essendo dei prototipi non erano state soggette ad omologazione.
Oltre alle 917 e alle 3 908-01LH ufficiali, Jo Siffert, che odiava le coupé a coda lunga, si presentò con una Porsche 908-02LH privata del team "Hart Ski", una spider a coda lunga con cui si qualificò al terzo posto in griglia.

### La Matra

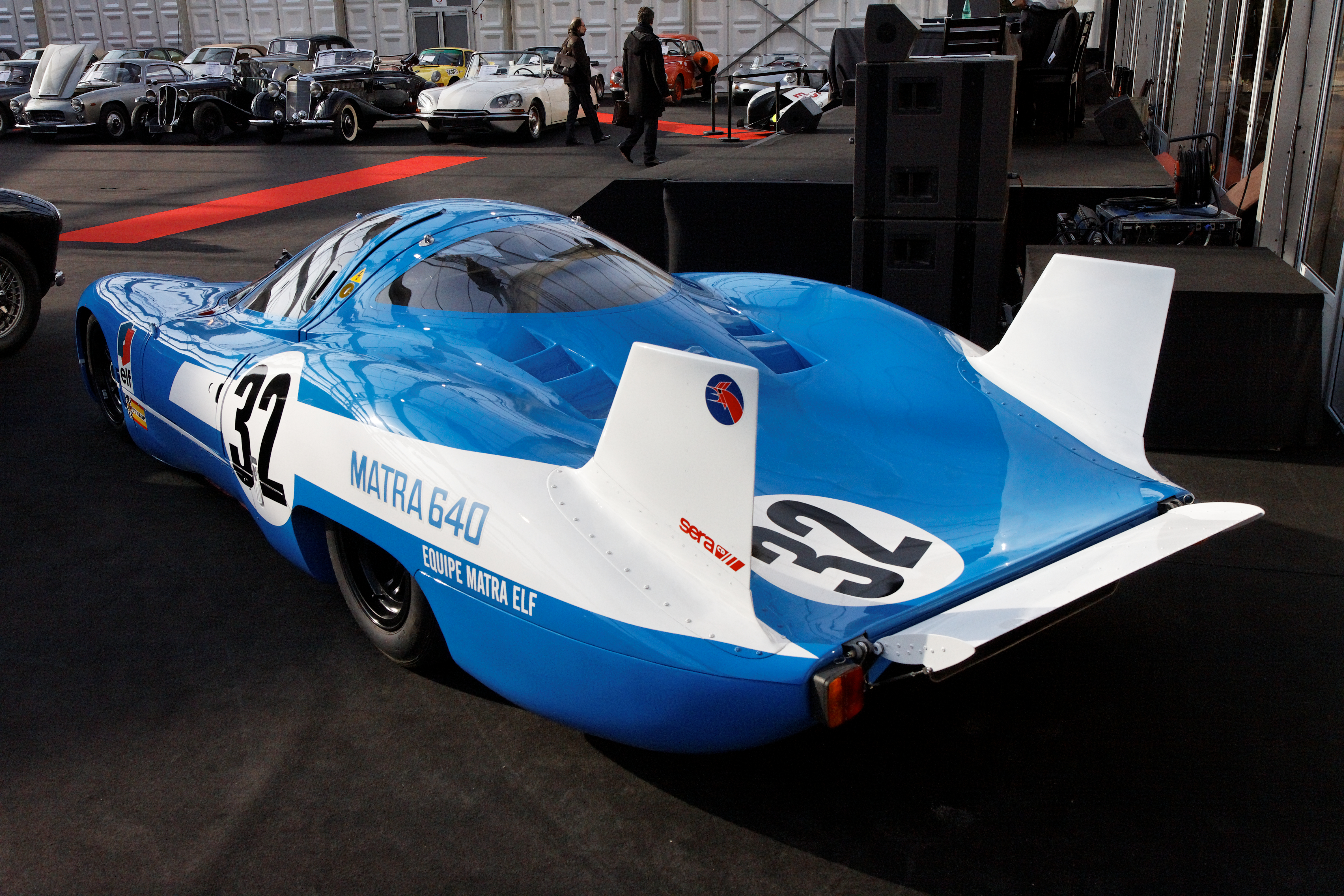
L'aerodinamicissima Matra MS640, che non riuscì a prendere parte alla corsa.

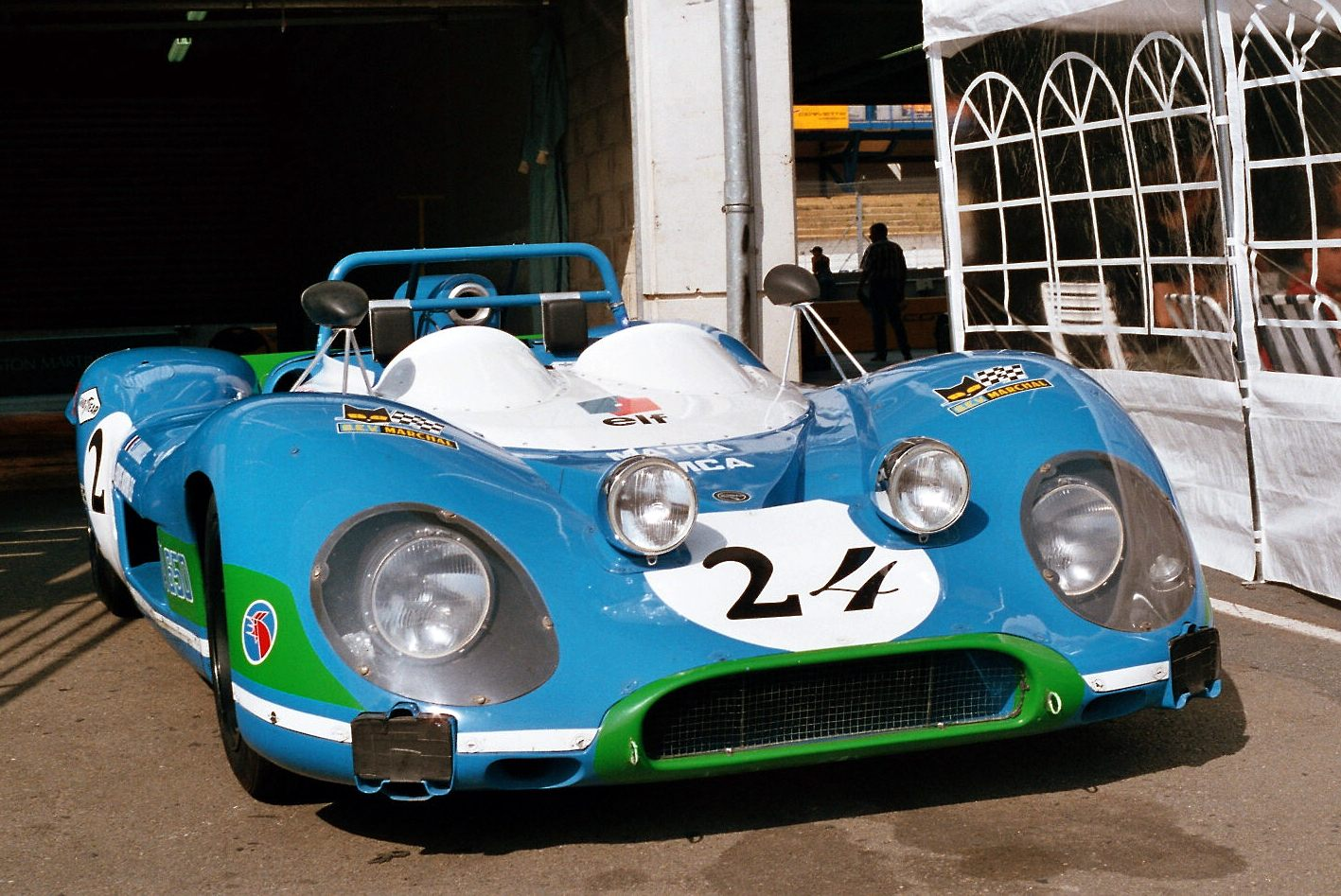
Una Matra 650.

La Matra ordinò all'ingegnere aerodinamico Robert Choulet di concepire una coupé dalla coda lunga a bassa resistenza aerodinamica progettata specificamente per la gara a Le Mans, la Matra MS640. Avendo la vettura saltato i test collettivi di marzo, il 16 aprile la Matra portò l'auto al circuito della Sarthe per una sessione di test privati. Henri Pescarolo la guidò in pista e, ai primi chilometri sull'Hunaudières, l'auto decollò e venne polverizzata nello schianto a bordo pista; Pescarolo venne estratto vivo ma gravemente ustionato e ferito.
In parallelo all'innovativo progetto della vettura coupé a bassissima resistenza aerodinamica, la Matra stava sperimentando anche una più tradizionale vettura con carrozzeria barchetta: ciò portò alla realizzazione di una nuova auto, la MS650. Alcuni telai della vecchia coupé MS630 vennero convertiti in barchetta e pertanto ribattezzati MS630/650.
La Matra iscrisse quindi quattro vetture: la nuova MS650 barchetta, una MS630 berlinetta e due MS630/650.

### Gli altri
La Ferrari fece il suo ritorno tra i prototipi con la 312 P 3-litri in versione coupé.
L'Alfa Romeo decise di non schierarsi ufficialmente in seguito alla morte di Lucien Bianchi durante i test collettivi del 30 marzo e ai problemi di gioventù della sua 33/3.
Il team di John Wyer era presente, ma era gestito da David Yorkes. Lo stesso Wyer non era a Le Mans a causa della malattia della moglie. Il team iscrisse due Ford GT40. Jacky Ickx e Jackie Oliver condividevano la GT40 con il telaio n. 1075, l'auto vincitrice della precedente edizione della gara.

## Qualifiche
La Porsche 917 di Kurt Ahrens/Rolf Stommelen si era qualificata in pole position, seguita dall'altra 917 ufficiale, dalla 908-02LH di Siffert e dalla 908-01LH ufficiale di Lins e Kauhsen. Quinta e settima le due Ferrari 312 P, mentre al sesto posto ancora una 908-01LH ufficiale, quella di Hans Herrmann e Gérard Larrousse.

## Gara
L'inizio della gara venne anticipato di due ore, ossia alle ore 14, per motivi legati al concomitante ballottaggio per le elezioni presidenziali francesi.
Poco dopo la partenza la scarsa manovrabilità della 917 e l'inesperienza del pilota si trasformarono in dramma: il britannico John Woolfe morì durante il primo giro, quando la sua Porsche 917 privata si schiantò nel tratto del circuito denominato Maison Blanche. La causa del suo decesso fu dovuta probabilmente al fatto che non si fosse preoccupato di allacciarsi correttamente le cinture di sicurezza, dimostrando così che Ickx aveva ragione. Woolfe, adeguandosi a una rischiosa abitudine diffusa tra i piloti, evitò di legarsi al sedile per poter partire prima, rimandando l'operazione sulle cinture alla prima sosta ai box. Va anche detto che nelle prove il suo compagno di squadra Digby Martland aveva rinunciato a partecipare spaventato dalla pericolosità della vettura e solo grazie al "prestito" di un pilota, Herbet Linge, da parte del team ufficiale la sua Porsche 917 aveva potuto prendere il via, anche se Woolfe aveva preteso di essere lui il primo a partire.
Lo schianto di Woolfe aveva staccato dall'auto il serbatoio ancora pieno, che venne colpito dalla Ferrari 312 di Chris Amon che sopraggiungeva. L'impatto lo fece esplodere sotto la vettura del Cavallino Rampante causandone il ritiro. Nell'incidente viene coinvolta anche marginalmente la Ford GT40 di Frank Gardner, che subisce un lieve principio di incendio, che pur sedato, provocherà dopo 42 giri il suo ritiro per danni all'impianto elettrico.
Durante la seconda ora la prima delle "917" ufficiali, quella di Stommelens-Ahrens, cede posizioni per problemi al cambio che la costringeranno al ritiro definitivo nella notte. Va in testa la Porsche 908 semiufficiale guidata da Jo Siffert e Brian Redman. In testa ci sono 5 Porsche seguite dalla Matra. La vettura di testa si ritira nel corso della quarta ora lasciando la testa a favore della 917 di Elford-Attwood che condurrà la gara sino alla 22 ora.
La Ferrari superstite di Rodríguez-Piper effettua una lunga sosta ai box per problemi di consumo di olio, mentre la sport 3 litri della Matra, guidata da Piers Courage e Jean-Pierre Beltoise, sale brevemente al secondo posto per poi retrocedere di un posto per noie ai freni.
Nelle retrovie si fa strada la Ford GT40 di Ickx-Oliver, che sale al quinto posto.
Nel corso della nona ora la Porsche riprende il secondo e terzo posto con le due "908" (Schutz-Mitter) ad inseguire la 917 superstite. Al quarto e quinto posto salgono le due Ford GT40, mentre Beltoise con la Matra, che era al quarto posto davanti alle Ford, è attardato da noie ai freni, mentre i suoi compagni Galli-Widdows sostano per oltre un'ora per problemi di iniezione.
Nella notte la vettura in seconda posizione, guidata da Mitter esce di scena per un incidente senza conseguenze per il pilota. Al secondo posto si issano Kaushen-Lins con l'altra 908. Attardate le Matra e ritirata la Ferrari rimasta, al terzo posto sale la Ford di Ickx, che supera la 908 di Hermann-Larrousse. La vettura di testa mantiene sei giri di vantaggio, malgrado due sosta imprevista al sorgere del sole, la prima per un problema all'avantreno, peraltro risolto, la seconda per problemi ai freni.
In mattinata la Porsche al secondo posto si ferma lungo il circuito, mentre la vettura di testa perde un minuto e mezzo in un giro per problemi di frizione, fino al ritiro intorno a mezzogiorno. La gara diventa una questione tra la Ford di Ickx-Oliver e la Porsche 908 di Hans Herrmann e Gérard Larrousse.
In un finale drammatico caratterizzato da continui sorpassi e controsorpassi, Ickx riuscì a battere Hans Herrmann per pochi secondi, mentre la Porsche 908 soffriva di problemi ai freni. Jackie Ickx e Jackie Oliver vinsero con la GT40 col telaio numero "1075", la stessa auto che aveva vinto l'anno precedente: questa era la seconda volta che la stessa auto vinceva per due anni di fila; in precedenza una Bentley Speed Six era riuscita nell'impresa nel 1929 e nel 1930, mentre anni dopo il team Joest Racing avrebbe ottenuto la stessa accoppiata due volte.
Ironia della sorte, dopo la gara Jacky Ickx ebbe un incidente stradale vicino a Chartres durante il viaggio verso Parigi, il lunedì mattina. Un'automobile sbucò davanti alla sua Porsche 911. La vettura di Ickx finì con lo schiantarsi contro un palo. Ickx si slacciò la cintura di sicurezza e uscì incolume dai rottami della sua Porsche.

## Classifica Ufficiale
| Pos | Classe | N° | Team                              | Piloti                             | Telaio            | Motore                  | Giri |
| --- | ------ | -- | --------------------------------- | ---------------------------------- | ----------------- | ----------------------- | ---- |
| 1   | S 5.0  | 6  | J.W. Automotive Engineering Ltd.  | Jacky Ickx Jackie Oliver           | Ford GT40 Mk. I   | Ford 4.9L V8            | 372  |
| 2   | P 3.0  | 64 | Porsche System Engineering        | Hans Herrmann Gérard Larrousse     | Porsche 908 Coupe | Porsche 3.0L Boxer-8    | 372  |
| 3   | S 5.0  | 7  | J.W. Automotive Engineering Ltd.  | David Hobbs Mike Hailwood          | Ford GT40 Mk. I   | Ford 4.9L V8            | 368  |
| 4   | P 3.0  | 33 | Equipe Matra - Elf                | Jean-Pierre Beltoise Piers Courage | Matra MS650       | Matra 3.0L V12          | 368  |
| 5   | P 3.0  | 32 | Equipe Matra - Elf                | Jean Guichet Nino Vaccarella       | Matra MS630       | Matra 3.0L V12          | 359  |
| 6   | S 5.0  | 68 | Deutsche Auto Zeitung             | Helmut Kelleners Reinhold Joest    | Ford GT40 Mk. I   | Ford 4.7L V8            | 341  |
| 7   | P 3.0  | 35 | Equipe Matra - Elf                | Nanni Galli Robin Widdows          | Matra MS630/650   | Matra 3.0L V12          | 330  |
| 8   | S 5.0  | 17 | North American Racing Team (NART) | Teodore Zeccoli Sam Posey          | Ferrari 250 LM    | Ferrari 3.3L V12        | 329  |
| 9   | S 2.0  | 39 | Christian Poirot                  | Christian Poirot Pierre Maublanc   | Porsche 910       | Porsche 2.0L Boxer-6    | 312  |
| 10  | GT 2.0 | 41 | Jean-Pierre Gaban                 | Jean-Pierre Gaban Yves Deprez      | Porsche 911S      | Porsche 2.0L Boxer-6    | 306  |
| 11  | GT 2.0 | 40 | Auguste Veuillet                  | Claude Ballot-Léna Guy Chasseuil   | Porsche 911T      | Porsche 2.0L Boxer-6    | 301  |
| 12  | P 1.15 | 50 | Société des Automobiles Alpine    | Alain Serpaggi Christian Ethuin    | Alpine A210       | Renault-Gordini 1.0L I4 | 292  |
| 13  | GT 2.0 | 44 | Claude Laurent                    | Claude Laurent Jacques Marché      | Porsche 911T      | Porsche 2.0L Boxer-6    | 287  |
| 14  | GT 2.0 | 67 | Philippe Farjon                   | Philippe Farjon Jacques Dechaumel  | Porsche 911S      | Porsche 2.0L Boxer-6    | 286  |

### Ritirati
| Pos | Class   | N° | Team                           | Piloti                                  | Telaio              | Motore                  | Giri |
| --- | ------- | -- | ------------------------------ | --------------------------------------- | ------------------- | ----------------------- | ---- |
| 15  | S 5.0   | 12 | Porsche System Engineering     | Vic Elford Richard Attwood              | Porsche 917L        | Porsche 4.5L Boxer-12   | 327  |
| 16  | P 3.0   | 22 | Porsche System Engineering     | Rudi Lins Willi Kauhsen                 | Porsche 908L        | Porsche 3.0L Boxer-8    | 317  |
| 17  | P 1.6   | 45 | Société des Automobiles Alpine | Jean-Claude Killy Bob Wollek            | Alpine A210         | Renault-Gordini 1.5L I4 | 242  |
| 18  | GT 2.0  | 66 | Jean Egreteaud                 | Jean Edreteaud Raymond Lopez            | Porsche 911T        | Porsche 2.0L Boxer-6    | 241  |
| 19  | P 3.0   | 18 | SpA Ferrari SEFAC              | Pedro Rodríguez David Piper             | Ferrari 312 P Coupé | Ferrari 3.0L V12        | 223  |
| 20  | P 3.0   | 29 | Société des Automobiles Alpine | Patrick Depailler Jean-Pierre Jabouille | Alpine A220/69      | Renault-Gordini 3.0L V8 | 209  |
| 21  | P 3.0   | 23 | Porsche System Engineering     | Udo Schütz Gerhard Mitter               | Porsche 908L        | Porsche 3.0L Boxer-8    | 199  |
| 22  | GT +2.0 | 1  | Scuderia Filipinetti           | Henri Greder Reine Wisell               | Chevrolet Corvette  | Chevrolet 7.0L V8       | 196  |
| 23  | GT 2.0  | 63 | Marcel Martin                  | René Mazzia Pierre Mauroy               | Porsche 911T        | Porsche 2.0L Boxer-6    | 174  |
| 24  | P 3.0   | 31 | Société des Automobiles Alpine | Jean-Pierre Nicholas Jean-Luc Thérier   | Alpine A220/68      | Renault-Gordini 3.0L V8 | 160  |
| 25  | P 3.0   | 34 | Ecurie Matra - Elf             | Johnny Servoz-Gavin Herbert Müller      | Matra MS630/650     | Matra 3.0L V12          | 158  |
| 26  | S 5.0   | 14 | Porsche System Engineering     | Rolf Stommelen Kurt Ahrens, Jr.         | Porsche 917L        | Porsche 4.5L Boxer-12   | 148  |
| 27  | S 5.0   | 2  | Scuderia Filipinetti           | Jo Bonnier Masten Gregory               | Lola T70 Mk. IIIB   | Chevrolet 5.0L V8       | 134  |
| 28  | P 3.0   | 28 | Société des Automobiles Alpine | Jean Vinatier André de Cortanze         | Alpine A220/69      | Renault-Gordini 3.0L V8 | 133  |
| 29  | S 5.0   | 8  | Peter Sadler                   | Peter Sadler Paul Vestey                | Ford GT40 Mk. I     | Ford 4.7L V8            | 106  |
| 30  | S 2.0   | 43 | J.C.B. Excavators Ltd.         | Roger Enever Peter Brown                | Chevron B8          | BMW 2.0L I4             | 100  |
| 31  | P 1.3   | 49 | Trophée Le Mans Alpine         | Jacques Foucteau Patrice Compain        | Alpine A210         | Renault-Gordini 1.3L I4 | 97   |
| 32  | P 2.0   | 38 | Racing Team VDS                | Gustave Gosselin Claude Bourgoignie     | Alfa Romeo T33/2    | Alfa Romeo 2.0L V8      | 76   |
| 33  | P 3.0   | 20 | Hart Ski Racing                | Jo Siffert Brian Redman                 | Porsche 908/2L      | Porsche 3.0L Boxer-8    | 60   |
| 34  | P 3.0   | 30 | Société des Automobiles Alpine | Jean-Claude Andruet Henri Grandsire     | Alpine A220/69      | Renault-Gordini 3.0L V8 | 48   |
| 35  | S 5.0   | 9  | Alan Mann Racing Ltd.          | Frank Gardner Malcolm Guthrie           | Ford GT40 Mk. I     | Ford 4.9L V8            | 42   |
| 36  | GT +2.0 | 59 | Scuderia Filipinetti           | Claude Haldi Jacques Rey                | Ferrari 275 GTB/C   | Ferrari 3.3L V12        | 39   |
| 37  | P 3.0   | 36 | Racing Team VDS                | Teddy Pilette Rob Slotemaker            | Alfa Romeo T33/2.5  | Alfa Romeo 2.5L V8      | 35   |
| 38  | GT 2.0  | 42 | Wicky Racing Team              | André Wicky Edgar Berney                | Porsche 911T        | Porsche 2.0L Boxer-6    | 34   |
| 39  | P 2.0   | 62 | Mark Konig                     | Mark Konig Tony Lanfranchi              | Nomad Mk. II        | BRM 2.0L V8             | 28   |
| 40  | P 2.0   | 37 | Donald Healey Motor Company    | Clive Baker Jeff Harris                 | Healey SR           | Coventry Climax 2.0L V8 | 14   |
| 41  | P 2.0   | 60 | Robert Buchet                  | Jean de Mortemart Jean Mesange          | Porsche 910         | Porsche 2.0L Boxer-6    | 10   |
| 42  | P 1.15  | 51 | Ecurie Fiat-Abarth France      | Maurizio Zanetti Ugo Locatelli          | Fiat-Abarth 1000SP  | Fiat 1.0L I4            | 9    |
| 43  | P 1.6   | 46 | Ecurie Savin-Calberson         | Alain LeGuellec Bernard Tramont         | Alpine A210         | Renault-Gordini 1.5L I4 | 1    |
| 44  | S 5.0   | 10 | John Woolfe Racing             | John Woolfe Herbert Linge               | Porsche 917         | Porsche 4.5L Boxer-12   | 0    |
| 45  | P 3.0   | 19 | SpA Ferrari SEFAC              | Chris Amon Peter Schetty                | Ferrari 312 P Coupé | Ferrari 3.0L V12        | 0    |

## Statistiche
- Pole Position - numero 14 Porsche System Engineering - 3:22.90
- Giro più veloce - numero 12 Porsche System Engineering - 3:27.20
- Distanza - 4997.88 km
- Velocità media - 208.545 km/h

## Vincitori dei Trofei
- Indice di Performance - Société des Automobiles Alpine n°50
- Indice di Efficienza Termica- J.W. Automotive Engineering n°6